# Carl Anton Henschel
Carl Anton Henschel,  född 23 april 1780 i Kassel, död där 19 maj 1861, var en tysk bergverksingenjör och maskinkonstruktör, verksam i firman Henschel & Sohn. Han var son till Georg Christian Carl Henschel och bror till Johann Werner Henschel.
Henschel räknas som en av grundläggarna av maskin- och lokomotivindustrin i Tyskland, även om grunden lagts redan 1810 av hans far och bror. Han innehade 1803–17 en rad olika befattningar inom det statliga byggnads- och bergverksväsendet i Hessen och Westfalen. År 1817 utnämndes han till Oberberginspektor i Kassel och 1832 till Oberbergrat och ledamot av överdirektionen för de kurfurstliga bergsaltverken i Hessen, befattningar från vilka han 13 år senare tvingades dra sig tillbaka på grund av dövhet. Samtidigt med sin offentliga tjänst utförde han ett mycket omfattande privat arbete, genom att redan 1817 inträdde som kompanjon i sin fars verksamhet, där han utvecklade en betydande verksamhet på olika områden. År 1840 påbörjades tillverkningen av stora verktygsmaskiner, 1841 byggde han sin axiella övertrycksturbin, som kanske är mest känd som Jonvals turbin, och han försökte avkola råjärn genom av inblåsning av atmosfärisk luft (bessemerprocessen). Slutligen påbörjades även fabrikation av lokomotiv och det dylika, "Drache", levererades 1848 till Friedrich-Wilhelms-Nordbahn i Kassel.
Henschel hade stort intresse för allt, som rörde järnvägsväsendet. Redan 1803 arbetade han med planer på användning av ångkraft till drift av fordon på gator och vägar; han ansåg dock inte att ångdriften var den mest lämpliga för järnvägar, utan av rep eller komprimerad luft; drivkraften härtill skulle framställas på stora och stationära kraftstationer. Som bidrag till lösningen av detta problem utgav han flera skrifter, Neue Konstruktion der Eisenbahnen unter Anwendung komprimierter Luft zur Bewegung der Fuhrwerke och Vorschlag der Anwendung eines eisernen Seilzuges auf Eisenbahnen. Då emellertid järnvägar med ångdrift segrade i Tyskland, inriktade han sina studier på dessa och företog av denna anledning resa till England.
Av Henschels skrifter inom järnvägsområdet kan även nämnas Beitrag zur Konstruktionsverbesserungen der Eisenbahnen (1838) och Einige Worte über den mechanischen Teil der Eisenbahnen (1844). Hans intressen sträckte sig även utanför det rent tekniska, då han även ägnade sig åt arkitektur, konst och filosofi, och även inom dessa områden utvecklade han litterär verksamhet med skrifter som Gedanken über den ununterbrochenen Fortgang der Schöpfung aus Raum und Zeit (1840) och Zur Asthetik der höheren Baukunst (1850). Slutligen kan nämnas att han 1844 tilldelades guldmedalj för det bästa svaret på en i Frankrike anordnad pristävlan om säkerhetsåtgärder mot ångpanneexplosioner.